# Miomantis semialata
Miomantis semialata är en bönsyrseart som beskrevs av Henri Saussure 1872. Miomantis semialata ingår i släktet Miomantis och familjen Mantidae. Inga underarter finns listade i Catalogue of Life.